# Корчак Зюлковскі
Корчак Зюлковскі (пол. Korczak Ziółkowski; 6 вересня 1908, Бостон — 20 жовтня 1982, Меморіал Скаженого Коня, Південна Дакота) — американський скульптор польського походження.
Відомий як творець найбільшого в світі меморіалу (висота — 172 метри, ширина — 195 метрів), присвяченого покійному індіанському вождеві на ім'я Шалений Кінь. Меморіал висічений з суцільної скелі. Брав участь у створенні меморіалу американським президентам на горі Рашмор.
Помер від панкреатиту, не встигнувши довести до кінця задум зі спорудження меморіал Скаженого Коня, але завдяки детальним ескізам, що лишились, будівництво меморіалу триває. Дієву участь у будівництві беруть дружина та семеро з десяти його дітей.
Похований біля підніжжя гори з пам'ятником.